# UV Большого Пса
UV Большого Пса (лат. UV Canis Majoris) — одиночная переменная звезда в созвездии Большого Пса на расстоянии (вычисленном из значения параллакса) приблизительно 6474 световых лет (около 1985 парсеков) от Солнца. Видимая звёздная величина звезды — от +15m до +9,6m.

## Характеристики
UV Большого Пса — красная пульсирующая переменная звезда, мирида (M) спектрального класса M5-8e.